# Carla Witte

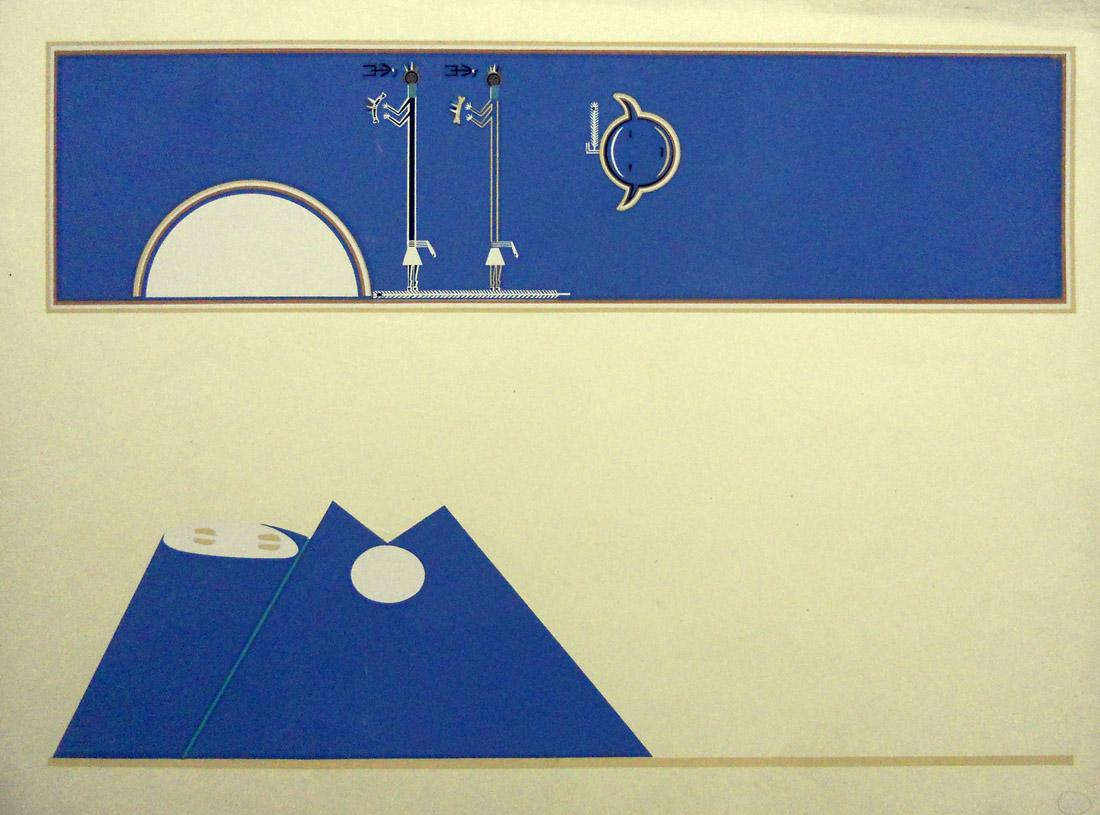
Carla Witte: Sin Titulo

Carla Witte (geb. 20. Mai 1889 in Leipzig; gest. 8. Mai 1943 in Montevideo, Uruguay) war eine deutsch-uruguayische Malerin, Bildhauerin und Lehrerin. Sie studierte Bildende Künste in Leipzig und Berlin und wanderte 1923 nach Südamerika aus, wo sie 1932 uruguayische Staatsbürgerin wurde.

## Biografie

### Leben in Deutschland
Carla Witte wurde 1889 als Tochter des Kaufmanns Carl Witte und seiner Frau Jenny Espenhagen als ältestes von drei Kindern in Leipzig geboren. Zwischen 1905 und 1908 studierte sie an der Königlichen Akademie für grafische Künste und Buchgewerbe (heute Hochschule für Grafik und Buchkunst) in Leipzig. Die Akademie war sehr fortschrittlich; geleitet wurde sie seit 1901 von Max Seliger, der eine Neuausrichtung der Hochschule initiiert hatte: Die Hochschule war die renommierteste in Bezug auf moderne Buchgestaltung und Produktionstechniken. Carla Witte war eine der ersten dort studierenden Frauen.
Das einzige erhaltene Werk von Carla Witte aus dieser Zeit ist ein vom Jugendstil inspirierter Kalender von 1909.
1908 zog Carla Witte mit ihrer Familie nach Berlin. Sie besuchte Kunst- und Buchdruckkurse an der Schule des Königlichen Kunstgewerbemuseums bei Emil Orlik. Annahmen, dass sie mit Ernst Barlach zusammengearbeitet hat, konnten von Karsten Müller, Direktor des Ernst-Barlach-Hauses in Hamburg, nicht bestätigt werden.
Nach kurzen Aufenthalten in Flensburg (1915) und Osnabrück (1917) wanderte Carla Witte 1923 erst nach Asunción, Paraguay, und 1927 nach Montevideo, Uruguay, aus.

### Leben und Schaffen in Uruguay
Es war vermutlich ihre ökonomische Situation, die Carla Witte dazu brachte auszuwandern. Ihr Studium hatte sie nicht beendet, in Deutschland gab es eine Hyperinflation und adäquate Arbeitsstellen gab es nicht. Paraguay führte Werbekampagnen in Deutschland durch, um Deutsche mit zahlreichen Vergünstigungen ins Land zu holen.
Zeugnisse ihrer Arbeit in Paraguay sind einige ihrer dort erstellten Werke. 1927 zog sie nach Uruguay, einem Land, das sich in einer Periode des Wohlstands mit einer aufstrebenden Mittelschicht befand. Witte fand schnell Kontakt zur deutschsprachigen Kolonie in Montevideo. Sie freundete sich mit der deutschen Tänzerin Ingeborg Bayerthal an, die zusammen mit ihrem Mann, dem deutschen Kunstkritiker Fritz Leo Bayerthal, nach Uruguay gekommen war. Ihr wichtigster Kontakt war Álvaro Araújo, Autor und Übersetzer zahlreicher Artikel der Zeitschrift La Pluma, der sie förderte, finanziell unterstützte und ermunterte, für die Zeitschrift zu zeichnen. Sie porträtierte viele Zeitgenossen, so auch den uruguayischen Maler Joaquín Torres García (Sin título - Retrato de Joaquín Torres García). Neben der Malerei schuf sie auch Plastiken, so die der Tänzerin Ingeborg Bayerthal (Torso femenino). Ihr zeichnerisches Werk ist im Stil des Bauhauses; in der Malerei überwiegen die formalen Elemente und Ausdrucksformen des Expressionismus, manche ihrer Bilder lassen eine Gemütsverfassung vergleichbar der von Käthe Kollwitz’ Bildern erkennen; die Skulpturen deuten eine Annäherung an Ernst Barlach an.
Carla Witte stellte ihre Werke ab 1928 in Montevideo aus, erst in ihrem Atelier, dann zusammen mit Schülern in kleineren Galerien, zuletzt von 1938 bis 1942 im Primer Salón Nacional de Bellas Artes (Museo Nacional des Artes Visuales, Montevideo), wo sie Bilder und Skulpturen zeigte.
Viele ihrer Werke befinden sich in Privatbesitz. Ein großer Teil ist im Museum Agustín Araújo in Treinta y Tres, in dem auch 2020 die Ausstellung Autenticidad radical. El cuerpo y la psique en la colección de Carla Witte (Radikale Authentizität. Der Körper und die Psyche in der Sammlung Carla Witte) stattfand.
Am 8. Mai 1943 starb sie im Alter von 54 Jahren durch Suizid.